# وادي العيص
وادي العيص أحد أودية منطقة المدينة المنورة. يستمد الوادي مياهه من السفوح الشمالية الشرقية لحرة لونير٬ وبعض الجبال الأخرى كجبل سربال (ارتفاعه 1022م)٬ وجبل الحمرا (ارتفاعه 880م)، ويتجه بعد ذلك شمالاً ليصب على الجانب الأيسر لوادي الحمض على شكل عدد من الأفرع تتغير حسب قوة الجريان في الوادي.